# Sepp Gerber
Sepp Gerber (13 febbraio 1989) è un ex sciatore alpino svizzero.

## Biografia
Attivo in gare FIS dal dicembre del 2004, Gerber esordì in Coppa Europa il 9 gennaio 2009 a Wengen in discesa libera (58º) e nel 2009 vinse la medaglia d'oro nella combinata ai Mondiali juniores di Garmisch-Partenkirchen.
In Coppa Europa ottenne il miglior piazzamento il 7 gennaio 2011 a Wengen in supergigante (12º) e prese per l'ultima volta il via i il 26 febbraio successivo a Sarentino in supergigante (54º). Si ritirò all'inizio della stagione 2012-2013 e la sua ultima gara fu uno slalom speciale universitario disputato il 22 dicembre a Schönried, chiuso da Gerber al 31º posto; in carriera non  debuttò in Coppa del Mondo né prese parte a rassegne olimpiche o iridate.

## Palmarès

### Mondiali juniores
- 1 medaglia:
  - 1 oro (combinata a Garmisch-Partenkirchen 2009)

### Coppa Europa
- Miglior piazzamento in classifica generale: 144º nel 2011